# John Hooper

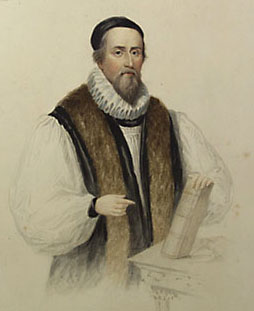
John Hooper (1495–1555)

John Hooper (* um 1495 in Somerset; † 9. Februar 1555 in Gloucester) war ein englischer reformierter Theologe und Reformator.

## Leben
Hooper studierte in Oxford. Während dieser Zeit haben ihn Ulrich Zwinglis Schriften stark beeindruckt. Als in England die Verfolgungen einsetzten, entkam er 1539 nach Frankreich. Martin Bucer nahm sich seiner an. In Zürich schloss er sich 1547–1549 besonders an Heinrich Bullinger an. Nach dem Tode Heinrichs VIII. kehrte er nach England zurück, wurde Kaplan des Herzogs Edward Seymour von Somerset und einer der beliebtesten Prediger des Landes. 
Als er aber Bischof von Gloucester werden sollte, gab es Schwierigkeiten, da er keine kirchlichen Gewänder anlegen und dem Metropolitan keinen Eid leisten wollte. Thomas Cranmer forderte Bucer und Peter Martyr Vermigli zu Gutachten auf, die für die Anerkennung der kirchlichen Ordnung plädierten. 
Hooper ließ sich aber nicht beschwichtigen und sprach sich in seinen Predigten gegen Ordination und bischöfliche Kleidung aus. Daraufhin wurde er gefangen gesetzt. Nun änderte er seinen Sinn, leistete den Eid und predigte vor dem König Eduard VI. im bischöflichen Ornat. 1551 wurde er geweiht. Seitdem verwaltete er außer dem Bistum Gloucester auch das von Worcester. Mit großem Eifer widmete er sich der Seelsorge und hielt streng auf Kirchenzucht. 1555 wurde er eines der Opfer der Rekatholisierung Englands. Er starb auf dem Scheiterhaufen.

## Gedenktag
- 9. Februar im Evangelischen Namenkalender[1]